# Стецюк, Александр Михайлович
Стецюк Александр Михайлович (1941 — 2007) — украинский композитор, педагог, дирижёр, член Союза композиторов Украины, Заслуженный деятель искусств Украины.

## Биография
Родился в селе Белокоровичи Олевского района Житомирский области. В 1960 году окончил Житомирское музыкальное училище им. В. С. Косенко по классу трубы,(преп. В.В.Паржицкий). Затем Казанскую государственную консерваторию по классу композиции (класс профессора Лемана А. С.)
В 1960—1963 преподаватель культурно-просветительного училища Житомире. В 1963—1965 — концертмейстер Житомирского музыкально-драматического театра.
С 1965 преподаватель Житомирского музыкального училища. Среди учеников А. М. Стецюка: Анатолий Белошицкий; Сергей Жуков — заслуженный деятель искусств России; Алекс Ческис— композитор, выпускник Ленинградской консерваторию им. Н.Римского-Корсакова по классу композиции, лауреат Всесоюзного конкурса композиторов, Член союза композиторов Израиля и творческой организации ACUM.(Израиль); Станислав Ольшевский — киевский композитор; Ольга Коровина-Харис (США) — окончила Московскую консерваторию по классу композиции; Александр Ходаковский (Житомир); Евгений Стецюк (Санкт-Петербург); Дмитрий Стецюк (Житомир); Сергей Ярунский — выпускник  Киевской консерваторию им.П.И .Чайковского, член Союза композиторов Украины, композитор, дирижёр.
Последние годы Александр Михайлович был заведующим музыкальной частью и дирижёром Житомирского музыкально-драматического театра им. И. А. Кочерги. Им написано много музыки для театра, оркестрованы заново партитуры ряда старых постановок.
Среди произведений, написанных композитором: симфоническая, хоровая, камерная вокальная и инструментальная музыка.
Следует отметить среди них балет «Три толстяка» (по сказке Ю.Олеши-1971 г.) и одноименную симфоническую сюиту;
«Песнь о Буревестнике» (кантата-1968 г.); «Комиссарский голос» (поэма на сл. Р. Рождественского -1974 г.); «Земля моя» (вокально-симфоническое произведение-1976 г.); концерт для трубы с оркестром (1985 г.); произведения для скрипки, виолончели, флейты, кларнета, трубы, духового оркестра и многое другое.
В Житомире в память об Александре Михайловиче Стецюке проводится фестиваль под названием «Житомирская музыкальная весна».
Интернет ресурсы:
http://www.biografija.ru/show_bio.aspx?id=121523
http://www.biografija.ru/show_bio.aspx?id=121523
http://yousta.org/ru/last-news/78--l-r.html (недоступная+ссылка)